# Marsdenia harmandiella
Marsdenia harmandiella är en oleanderväxtart som beskrevs av R. Omlor. Marsdenia harmandiella ingår i släktet Marsdenia och familjen oleanderväxter. Inga underarter finns listade i Catalogue of Life.